# Élections constituantes de 1946 en Indre-et-Loire
Les élections constituantes françaises de 1946 se tiennent le 2 juin. Ce sont les deuxièmes élections constituantes, après le rejet du projet de Constitution française du 19 avril 1946 lors du référendum du 5 mai.

## Mode de scrutin
L'assemblée constituante est composée de 586 sièges pourvus au scrutin proportionnel plurinominal suivant la règle de la plus forte moyenne dans chaque département, sans panachage ni vote préférentiel.
Dans le département d'Indre-et-Loire, cinq députés sont à élire.

## Élus
| Député sortant | Parti | Parti | Député élu ou réélu | Parti | Parti |
| -------------- | ----- | ----- | ------------------- | ----- | ----- |
| Jean Guillon   |       | PCF   | Jean Guillon        |       | PCF   |
| Jean Meunier   |       | SFIO  | Jean Meunier        |       | SFIO  |
| André Quénard  |       | SFIO  | André Quénard       |       | SFIO  |
| Joannès Dupraz |       | MRP   | Joannès Dupraz      |       | MRP   |
| Raymond Moussu |       | MRP   | Raymond Moussu      |       | MRP   |

## Résultats

### Résultats à l'échelle du département
| Parti    | Parti    | Tête de liste    | Résultats | Résultats | Sièges |  |
| Parti    | Parti    | Tête de liste    | Voix      | %         |        |  |
| -------- | -------- | ---------------- | --------- | --------- | ------ |  |
|          | MRP      | Joannès Dupraz   | 53 568    | 31,44     | 2      |  |
|          | SFIO     | Jean Meunier     | 45 124    | 26,48     | 2      |  |
|          | PCF      | Jean Guillon     | 38 751    | 22,74     | 1      |  |
|          | RGR      | Robert Chautemps | 15 139    | 8,89      | -      |  |
|          | PRL      | André Bougenot   | 12 675    | 7,44      | -      |  |
|          | PRSRF    | Raoul Barbier    | 5 130     | 3,02      | -      |  |
|          |          |                  |           |           |        |  |
| Inscrits | Inscrits | Inscrits         | 219 792   | 100,00    | 5      |  |
| Votants  | Votants  | Votants          | 173 878   | 79,11     |        |  |
| Exprimés | Exprimés | Exprimés         | 170 387   | 97,99     |        |  |